# Guy Aldonce de Durfort, duc de Lorges

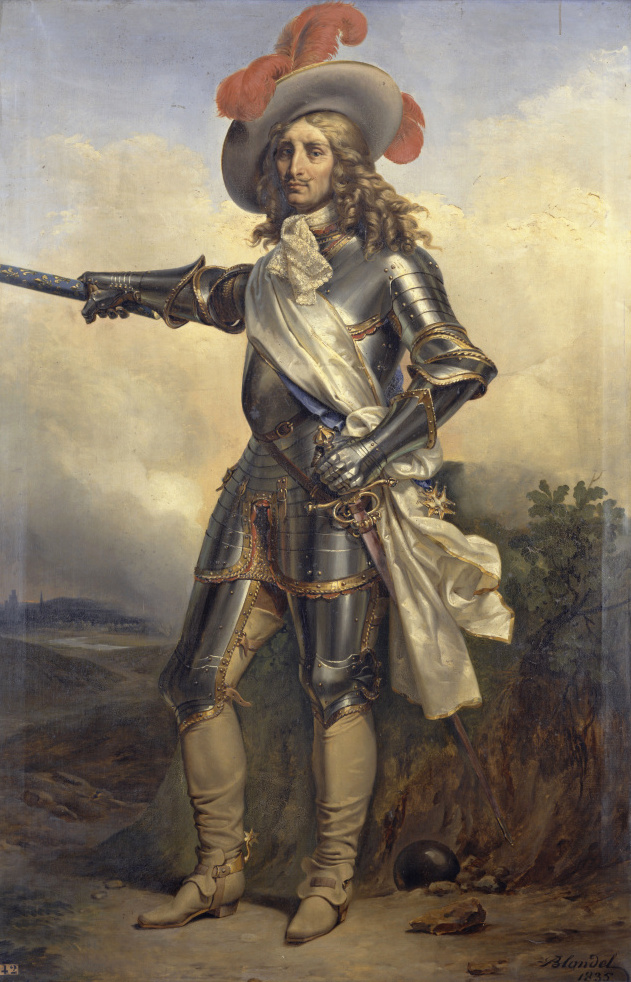
Guy Aldonce de Durfort, duc de Lorges (Gemälde von Merry-Joseph Blondel)

Guy Aldonce de Durfort, duc de Lorges et de Quentin (gen. Marschall Lorges) (* 22. August 1630 in Duras; † 22. Oktober 1702 in Paris) war ein Marschall von Frankreich. Während des Pfälzischen Erbfolgekrieges drang er 1692 und 1693 ins Rheinland vor.

## Familie
Er stammte aus einer zumindest teilweise hugenottischen Familie und war der vierte Sohn von Guy Aldonce de Durfort (1605–1665), marquis de Duras, Graf von Rauzan und von Lorges. Die Mutter war Élisabeth de La Tour d’Auvergne. Diese war eine Tochter von Henri de La Tour d’Auvergne, duc de Bouillon und die Schwester von Henri de La Tour d’Auvergne, vicomte de Turenne. Der Bruder Jacques-Henri de Durfort, duc de Duras wurde später ebenfalls Marschall von Frankreich. Ein weiterer Bruder war Louis de Duras, 2. Earl of Feversham, General im Dienst Jakob II.
Er selbst war mit Genovefa Fremont verheiratet. Mit dieser hatte er einen Sohn und vier Töchter. Die Tochter Gabrielle heiratete Louis de Rouvroy, duc de Saint-Simon, Geneviève heiratete Antonin Nompar de Caumont. Der Sohn Guy Nicolas de Durfort de Lorges trat auch in die Armee ein.

## Leben
Lorges ging früh zum Militär und zeichnete sich noch als Jugendlicher als Kavallerieoffizier durch seine Unerschrockenheit aus. Er diente bei verschiedenen Feldzügen nach Flandern, in die Niederlande und an den Rhein. Er stieg zum Maréchal de camp af und wurde zum Lieutenant-général ernannt. In den Kampagnen 1674 und 1675 während des Holländischen Krieges diente er unter seinem Onkel Turenne. Nach dessen Tod verlangte das Heer, dass er dessen Nachfolger würde. Er musste sich aber das Kommando mit Nicolas de Bautru, Marquis de Vaubrun teilen. Die Armee zog sich unter seinem Kommando, verfolgt von Raimondo Montecuccoli und mehrfach von den Kaiserlichen angegriffen erfolgreich über den Rhein zurück.
Zum Dank ernannte ihn Ludwig XIV. 1675 zum Marschall. Im folgenden Jahr erhielt er zudem eine Offiziersstelle bei der Garde du corps du roi. Als solcher begleitete er den König zu allen Belagerungen, an denen dieser während des Krieges teilnahm.
Im Jahr 1685 wurde er nach England gesandt, um Jakob II. zu seiner Thronbesteigung zu gratulieren. Lorges wurde 1689 vom König in den Orden vom heiligen Geist aufgenommen. Er wurde auch zum Gouverneur von Guyenne und militärischen Befehlshaber weiterer Gebiete ernannt.
Noch im selben Jahr löste er seinen Bruder Marschall Duras als Befehlshaber zwischen Maas und Queich ab. In den Jahren 1690 und 1691 schützte er diesen Grenzabschnitt vor den Alliierten. Im Jahr 1692 überschritt ein kaiserliches Heer den Rhein. Longres verschanzte sich in einem befestigten Lager. Er zog weitere Verstärkungen heran und nutzte die Untätigkeit des Gegners, um selbst über den Rhein zu gehen und Pforzheim zu nehmen. Bei Ötisheim besiegte er Friedrich Karl von Württemberg-Winnental und nahm ihn gefangen. Die Franzosen plünderten Neuenbürg und setzten Knittlingen in Brand. Danach zwang er den Landgrafen Karl von Hessen-Kassel die Belagerung der Ebernburg abzubrechen.
Zu Beginn des Feldzuges von 1693 nahm er Heidelberg ein. Er schritt kaum ein, als seine Soldaten brutal gegen Wehrlose vorgingen. Es kam zu Bränden, die die Stadt zerstörten. Lorges ließ auch die Zerstörung des Schlosses vollenden. Im Juni vertrieb er Ludwig von Baden aus seiner Stellung. in der Folge trieb er in Württemberg hohe Kriegskontributionen ein. Zwingenberg an der Bergstraße wurde erstürmt. Diese Erfolge veranlassten Ludwig XIV. in diese Gegend weitere Truppen unter dem Dauphin Louis de Bourbon, dauphin de Viennois zu entsenden. Die gegnerischen Armeen versuchten sich ausmanövrieren, aber Lorges konnte den Markgrafen nicht zur Schlacht stellen. Insgesamt blieb der Vorstoß so ohne Folgen und die französischen Truppen gingen über den Rhein zurück. In der Folge erhielt Lorges keine Militärkommandos mehr, wurde aber zum Gouverneur von Lothringen ernannt.
Schon 1691 hatte er verschiedene Güter, die er besaß oder erworben hatte vereinigt, dieses Gebiet wurde zu einem Herzogtum erhoben.